# Huérmeces
Huérmeces – gmina w Hiszpanii, w prowincji Burgos, w Kastylii i León, o powierzchni 48,7 km². W 2011 roku gmina liczyła 128 mieszkańców.